# Marugame

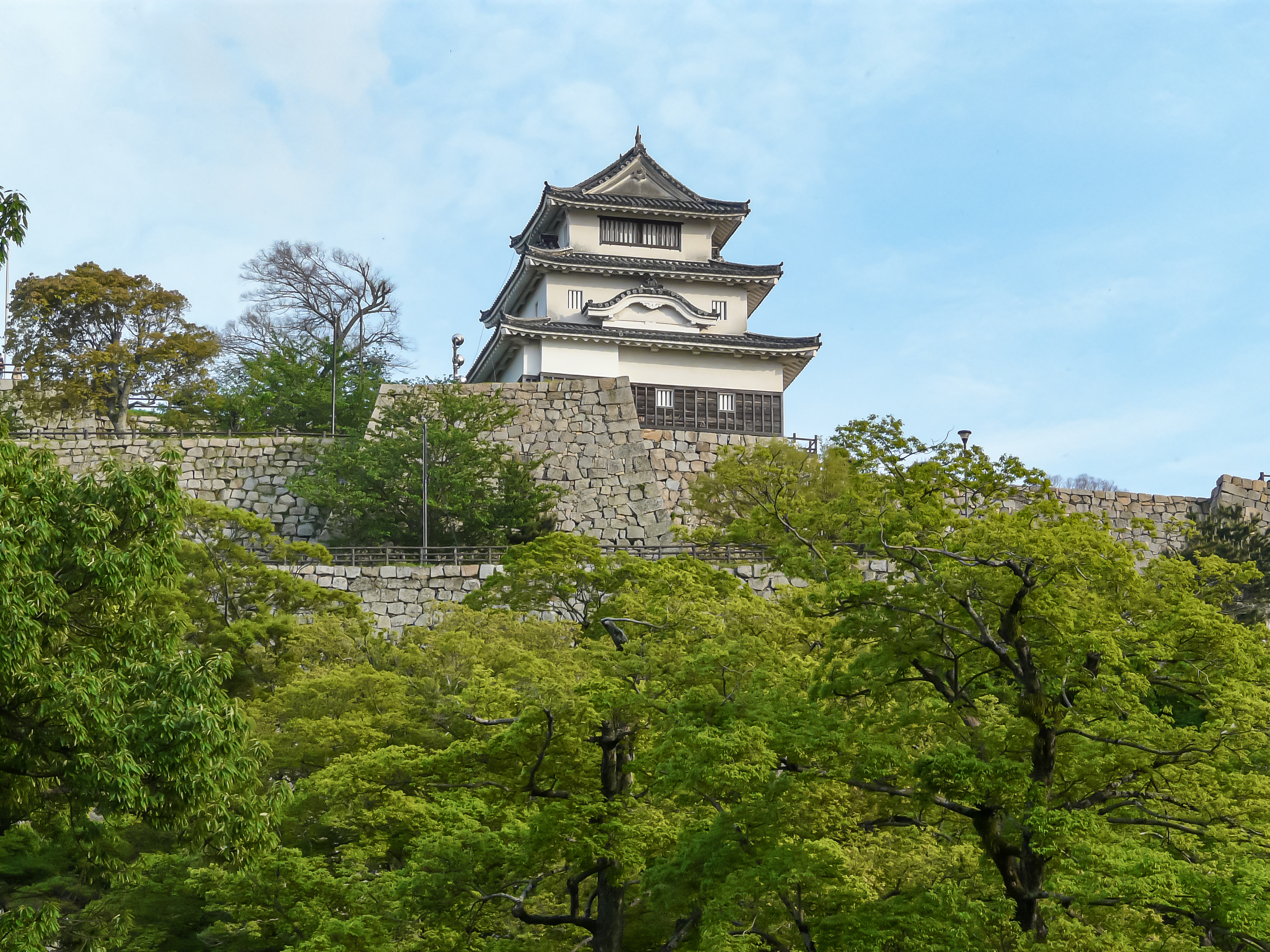
Kasteel Marugame

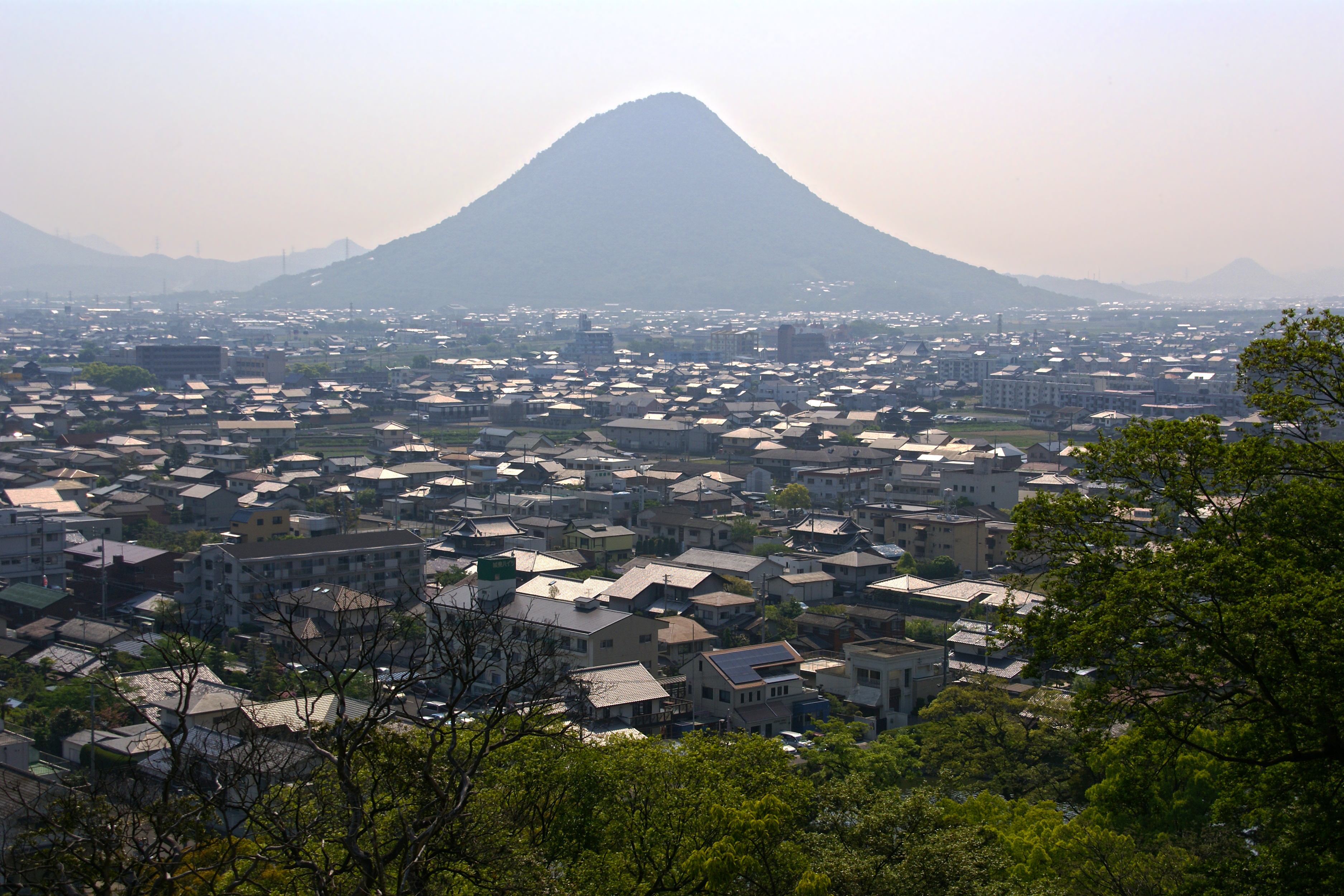
De Iinoyama

Marugame (Japans: 丸亀市, Marugame-shi) is een stad in de prefectuur Kagawa op het eiland Shikoku in Japan. Op 1 september 2008 had de stad 110.593 inwoners. De bevolkingsdichtheid bedroeg 989 inw./km². De oppervlakte van de stad is 111,79 km².

## Geografie
Marugame bevindt zich in het centrum van de prefectuur Kagawa en grenst aan de Japanse Binnenzee. In het noorden van de stad bevindt zich het Nationaal Park Setonaikai (瀬戸内海国立公園, Setonaikai Kokuritsu Kōen) en in het zuiden wordt de stad begrensd door het Sanuki-gebergte (讃岐山脈, Sanuki-sanmyaku).Het centrale gedeelte van het Marugame wordt gevormd door de Sanuki-vlakte. Op deze vlakte bevinden zich twee bergen, de  Iinoyama (飯野山, 422 m) en de Aonoyama (青ノ山,225 m). De Dokigawa (土器川) en de Kanakuragawa (金倉川) stromen door de stad. 
Tot de stad behoren ook enkele eilanden van de Shiwaku-eilanden in de Japanse Binnenzee. Deze eilanden zijn Ushijima (牛島),  Oteshima (小手島), Kamimashima (上真島), Karasugojima (烏小島), Shimomashima (下真島), Shiraishi (白石), Teshima (手島), Nagashima (長島), Hiroshima (広島), Bentenjima (弁天島) en Honjima (本島).

## Geschiedenis
- Op 15 februari 1890 werd de gemeente Muragame (丸龜町, Muragame-machi) opgericht.
- Op 1 april 1899 werd Muragame een stad (shi) (丸亀市,  Muragame -shi). Muragame was de 53e Japanse stad die stadsrechten kreeg.
- In de jaren 1940 en 1950 werden enkele gebieden in het zuidoosten van de stad aangehecht evenals enkele eilanden.
- In 1999 vierde Marugame zijn 100-jarig bestaan.
- Op 22 maart 2005 werden de gemeenten Hanzan en Ayauta van het District Ayauta aangehecht bij de stad Marugame.

## Bezienswaardigheden
- Kasteel Marugame,  een van de slechts 12 Japanse kastelen met een originele houten tenshu (donjon). Het kasteel bevindt zich op een meer dan 50 meter hoge, door mensen gebouwde, heuvel.
- Marugame is bekend voor zijn productie van waaiers. Bijna 90% van alle waaiers in Japan is afkomstig uit Marugame.

## Verkeer

### Trein
- JR Shikoku: Yosan-lijn
  - Station Marugame - Station Sanuki-Shioya
- Takamatsu-Kotohira Electric Railroad (Kotoden): Kotohira-lijn
  - Station Okada – Station Kurikuma

### Weg

#### Autosnelweg
Muragame ligt aan de Takamatsu-autosnelweg

#### Autoweg
Muragame ligt aan de volgende autowegen : 
- Autoweg 11
- Autoweg 32
- Autoweg 319
- Autoweg 377
- Autoweg 438

#### Prefecturale weg
Muragame ligt aan de prefecturale wegen 4, 18, 21, 22, 33, 46, 47, 191, 193, 194, 195, 203, 204, 205, 206, 257, 258, 270, 277, 278 en 282.

## Sport
In Marugame bevindt zich het stadion van de prefectuur Kagawa, dat plaats biedt aan 30.000 toeschouwers. Op de eerste zondag van februari is het de startplaats en finishplaats van de Kagawa-Marugame-halve marathon.

## Stedenband
Marugame heeft een stedenband met:
- Donostia-San Sebastián (Gipuzkoa, Spanje)
- Kyogoku (Shiribeshi, Hokkaido)
- Yurihonjo (Akita)
- Maibara (Shiga)
- Imabari (Ehime)
- Nanao (Ishikawa)
- Willich, (Duitsland)
- Zhangjiagang (China)

## Aangrenzende steden en gemeenten
- Utazu
- Sakaide
- Ayagawa
- Manno
- Kotohira
- Zentsuji
- Tadotsu